# BeNe Cup 2024 (maschile)
La BeNe Cup 2024, 1ª edizione della omonima competizione, si è svolta il 29 dicembre 2024: al torneo hanno partecipato una squadra di club belga e una olandese e la vittoria finale è andata per la prima volta al Roeselare.

## Formula
La formula ha previsto una gara unica.

## Squadre partecipanti
| Squadra   | Qualificazione                |
| --------- | ----------------------------- |
| Roeselare | Vincitrice Liga A 2023-24     |
| Orion     | Vincitrice Eredivisie 2023-24 |

## Torneo
| 29 dicembre 2024 Maaspoort Den Bosch, 's-Hertogenbosch Durata: ? - Spettatori: ? | Orion | 1 - 3 | Roeselare | 18-25, 25-22, 13-25, 18-25 |